# Nonea stenosolen
Nonea stenosolen är en strävbladig växtart som beskrevs av Pierre Edmond Boissier och Bal. Nonea stenosolen ingår i släktet nonneor, och familjen strävbladiga växter. Inga underarter finns listade i Catalogue of Life.